# 瓦列里安·皮德莫吉利尼
瓦列里安·皮德莫吉利尼（烏克蘭語：Валер'ян Петрович Підмогильний，1901年2月2日—1937年11月3日）乌克兰现代主义作家，以写实小说《城市》而闻名。像许多乌克兰作家一样，他在1920年代的乌克兰取得了巨大的成就，但最终受到苏联当局的限制，并最终被逮捕。在桑达莫赫被苏联处决。他是被處決的文藝復興的重要人物之一。